# ستوزینیتسا (استان اوپوله)
ستوزینیتسا (به لهستانی: Studzienica) یک منطقهٔ مسکونی در لهستان است که در گمینا گووبچتسه واقع شده‌است.